# Austrolebias wichi
Austrolebias wichi es una especie de pez ciprinodontiforme integrante del género de rivulinos sudamericanos Austrolebias. Habita en un pequeño y amenazado cuerpo acuático temporario en una región tórrida del centro de Sudamérica.

## Taxonomía
Austrolebias wichi fue descrita originalmente en el año 2018 por los ictiólogos Felipe Alonso, Guillermo Enrique Terán, Pablo Calviño, Ignacio García, Yamila Cardoso y Graciela García.
Localidad tipo
La localidad tipo referida es: “estanque temporal al costado de la Ruta Provincial 53 cerca del pueblo de Padre Lozano, en las coordenadas: 23°13′2.81″S 63°49′12.66″O / -23.2174472, -63.8201833, a una altitud de 274 msnm, cuenca del río Bermejo, departamento General José de San Martín, provincia de Salta, en el noroeste de la Argentina”.
Paratipos
Colectados con el holotipo
- IBIGEO-I 444: 2 machos (41,4 y 51,6 mm) y 2 hembras (25,6 y 30,1 mm);
- CI-FML 7285: 3 machos (30,7 a 45,4 mm) y 2 hembras (30,2 y 33,3 mm).[1]

Colectados en la misma localidad que el holotipo y por los mismos colectores pero en enero de 2010.
- IBIGEO-I 445: 3 machos (24,7 a 32,3 mm) y 3 hembras (26,2 a 28,7 mm);
- CI-FML 7284: 1 macho de 30,4 mm.[1]

Holotipo
El ejemplar holotipo designado es el catalogado como: IBIGEO-I 443; se trata de un espécimen macho adulto el cual midió 40,1 mm de longitud estándar. Fue capturado por Felipe Alonso y Pablo Calviño en enero de 2007. Se encuentra depositado en la colección de ictiología del Instituto de Bio y Geociencias del NOA (IBIGEO-I), ubicado en la ciudad argentina de Rosario de Lerma.
Etimología
Etimológicamente el nombre genérico Austrolebias se construye con las palabras Austro: 'austral' y Lebias: un taxón de pequeños peces. El epíteto específico wichi es en referencia a la tribu indígena con dicho nombre; parte de sus integrantes habitan en varios asentamientos muy cercanos a la localidad tipo.

## Caracterización y relaciones filogenéticas
Austrolebias wichi puede distinguirse de las restantes especies de Austrolebias por tener el macho un patrón cromático exclusivo. Filogenéticamente su especie más próxima es A. patriciae, de la cual puede distinguirse por el perfil superior de la cabeza, que es convexo (frente a cóncavo).
El aspecto externo de Austrolebias wichi es similar a A. carvalhoi y A. varzeae; de esta última, A. wichi puede separarse por tener la longitud de la banda supraorbital igual o mayor que la de la banda infraorbital (frente a más corta en A. varzeae).

## Distribución y hábitat
Austrolebias wichi es endémica de la cuenca del río Bermejo, en el distrito chaqueño occidental de la provincia de Salta, en el noroeste de la Argentina.
El río Bermejo pertenece a la cuenca del río Paraguay, el cual forma parte de la cuenca del Paraná, integrante a su vez de la cuenca del Plata; dicha hoya hidrográfica vuelca sus aguas en el océano Atlántico Sudoccidental por intermedio del Río de la Plata.
Ecorregionalmente esta especie es exclusiva de la ecorregión de agua dulce Chaco.

## Conservación
Los autores recomendaron que, según el criterio V de los lineamientos para discernir el estatus de conservación de los taxones —los que fueron estipulados por la organización internacional dedicada a la conservación de los recursos naturales Unión Internacional para la Conservación de la Naturaleza (IUCN)—, en la obra Lista Roja de Especies Amenazadas Austrolebias wichi sea clasificada como una especie “en peligro crítico” (CR).
A pesar del muestreo intensivo en la zona, solo fue encontrada en un único charco (donde era relativamente escasa), un paleocanal del río Bermejo, en un área seriamente perturbada por acción antrópica, debido a las plantaciones de soja transgénica que mayormente rodean la charca, cultivos donde regularmente se emplean herbicidas y otros agroquímicos que muy probablemente impactan en el ecosistema de ese y otros charcos temporarios. En la última visita a la localidad tipo previa a la descripción de la especies, en marzo de 2017, los intentos de capturar algún ejemplar de este taxón han sido infructuosos.